# Molophilus (Molophilus) pectiniferus
Molophilus (Molophilus) pectiniferus is een tweevleugelige uit de familie steltmuggen (Limoniidae). De soort komt voor in het Neotropisch gebied.